# Дом акционерного общества «Оргаметалл»
Дом акционерного общества «Оргаметалл» – здание в авангардном стиле в Красносельском районе Центрального административного округа города Москвы, расположенное на ул. Каланчевская, д. 15 а на углу с Орликовым переулком. Является выявленным объектом культурного значения.

## История
Здание построено по проекту архитекторов О. О. Штейндратуса и Д. И. Френкеля при участии инженера Б. А. Гайду в 1927 – 1928 годах по заказу акционерного общества «Оргаметалл», акционерами которого были различные государственные структуры, связанные с металлургией. Перед строительством здания был проведен конкурс, на который выставили свои проекты пять архитекторов, в частности, М. Я. Гинзбург .
О. О. Штейндартус, непосредственно разработавший финальный проект и осуществлявший архитектурный надзор, отмечал, что особенностью строительной площадки, усложнившей проектирование и строительство, стало то, что она была узкая, имела почти квадратную форму и скругленные края .

## Архитектура
Особенности архитектурного решения здания связаны с территорией, на которой планировалось возведение дома, а также с предполагаемой его функцией. Здание было разделено на два объема: консультативную контору, в которой проводилась проектная работа, и техническая контора. По ходу строительства в проект были внесены изменения, в частности, был добавлен подвальный этаж, а восточный объем добавлено два этажа. Таким образом, к 1928 году здание имело два надземных этажа в западном и шесть в восточном объеме. На плоской эксплуатируемой крыше планировалось обустройство сада , в 1928 году частично надстроен третий этаж западного объема.
Все конструкции сделаны из железобетона, снаружи облицованного кирпичом. Таким образом, это первое здание в СССР, выполненное с применением монолитно-бетонной конструкции такого масштаба. Основное строительство было завершено в течение нескольких месяцев.